# Bambini di Łódź

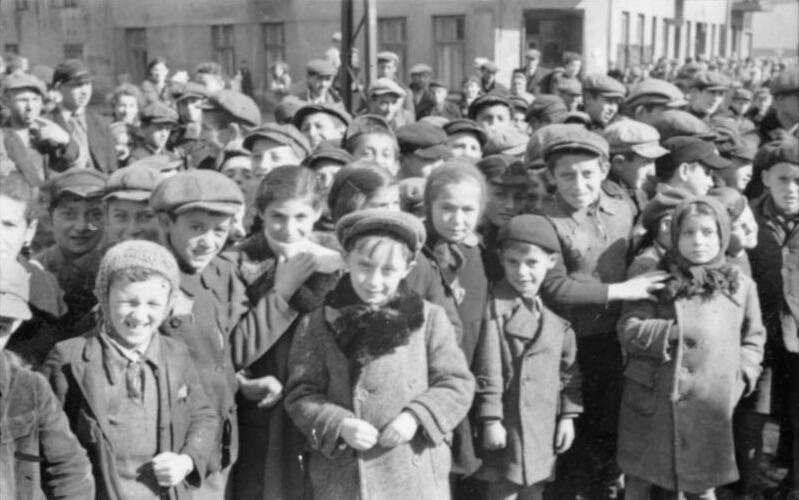
Bambini nelle strade del ghetto di Lodz (1940)

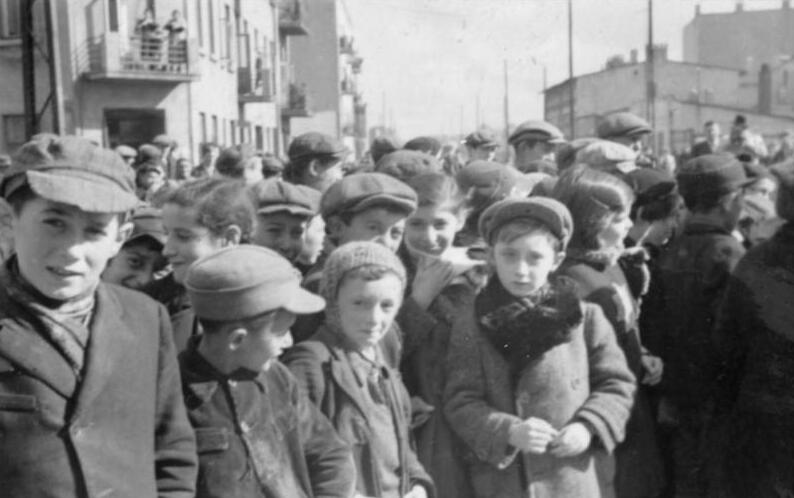

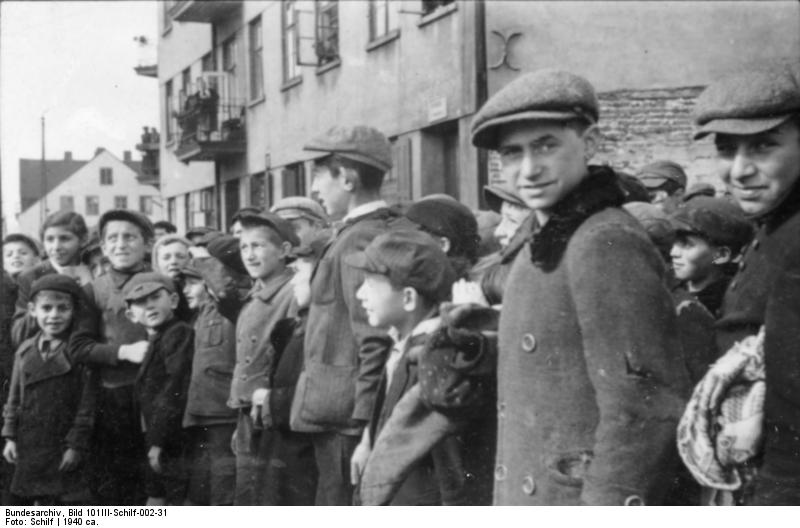

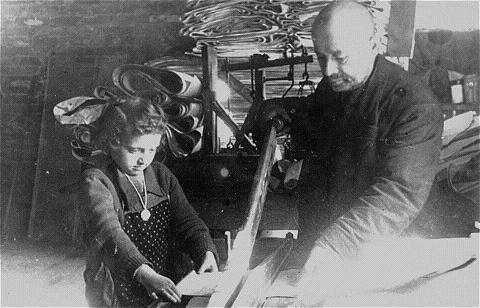
Una bambina impegnata nel lavoro coatto in fabbrica

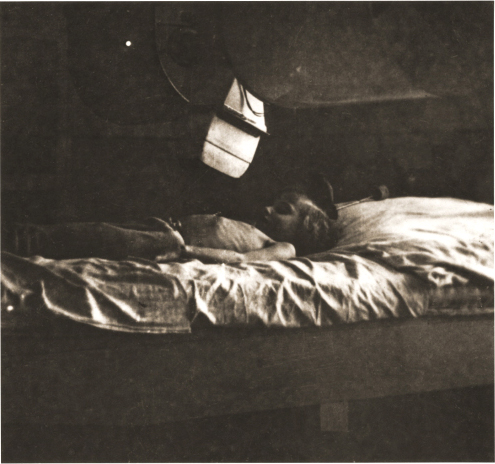
Uno delle centinaia di bambini morenti per fame e malattia nel ghetto

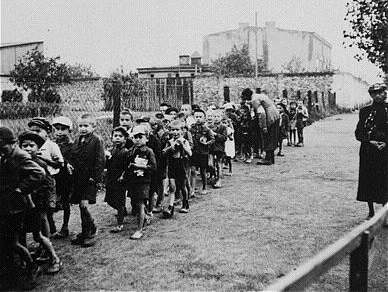
Un gruppo di bambini si avvia ai treni che li porteranno ai campi di sterminio (settembre 1942)

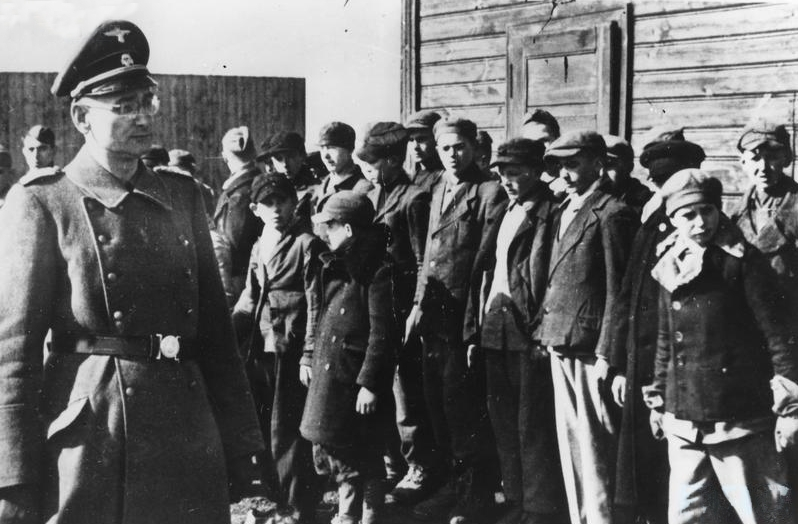
L'appello nella sezione del ghetto riservata ai bambini polacchi

I bambini di Łódź sono stati gli oltre 20.000 bambini presenti durante la seconda guerra mondiale tra le 200.000 persone rinchiuse nel ghetto di Łódź, uno dei maggiori ghetti nazisti istituiti in Polonia per confinarvi la popolazione ebraica della città e dei dintorni. I bambini furono decimati dalle terribili condizioni di vita, dalla fame, dalle malattie e quindi dalle deportazioni nei campi di sterminio di Chelmno e Auschwitz. Quando Łódź fu liberata il 19 gennaio 1945 tra gli 877 ebrei sopravvissuti in loco si contarono solo 12 bambini. Pochi altri tornarono dalle deportazioni.

## La storia
Il ghetto di Łódź, con oltre 200.000 abitanti, è stato per grandezza il secondo tra i ghetti nazisti istituiti dal Terzo Reich in Polonia, dopo quello di Varsavia. Situato entro i confini della città di Łódź, fu inizialmente inteso nel 1940 come un campo solo temporaneo di raccolta per ebrei. Divenne un importante centro industriale a basso costo di manodopera per la Germania nazista ed in special modo per l'esercito tedesco, fino alla sua completa liquidazione nell'estate del 1944.
Immediatamente dopo l'occupazione tedesca del settembre 1939, la popolazione ebraica della città fu sottoposta a misure vessatorie, espropriazioni e violenze. Le tre grandi sinagoghe monumentali della città furono incendiate e distrutte nel novembre 1939. La confisca di ogni residua proprietà ebraica e il trasferimento degli ebrei residenti entro i confini del ghetto cominciò agli inizi del febbraio 1940 e fu completato entro la fine di aprile dello stesso anno, in un clima crescente di terrore e di violenza. Il primo maggio 1940 il ghetto fu ufficialmente sigillato, circondato da filo spinato e sorvegliato da guardie armate. 
All'inizio le autorità di autogoverno ebraico si sforzarono di mantenere una certa apparente normalità per gli oltre 20.000 bambini del ghetto. A differenza di quanto avveniva a Varsavia, le autorità naziste permisero lo svolgimento dell'anno scolastico 1940-41. Sia pure in condizioni di grande precarietà circa 40 scuole accolsero oltre 14.000 studenti, garantendo loro anche un pasto giornaliero. Il 23 settembre 1941 in occasione del capodanno ebraico e della riapertura delle scuole, gli studenti firmarono un album di auguri a Mordechai Chaim Rumkowski, presidente dello Judenrat. Ma non ci sarebbe stato un altro anno scolastico. Lo stesso giorno, le autorità tedesche comunicarono l'arrivo di altre migliaia di persone nel ghetto già sovraffollato. Tutte le scuole dovettero essere chiuse per ospitarli. Nuove disposizioni sottoposero l'intera popolazione abile al lavoro coatto ed anche i bambini in grado di lavorare dovettero fare la loro parte. I corsi di avviamento professionale divennero l'unica occasione i cui i bambini poterono ricevere una qualche istruzione.
Nel novembre 1941 agli oltre 20.000 bambini ebrei rinchiusi nel ghetto si aggiunsero, in una sezione speciale, anche 2.689 bambini rom deportati a Łódź con le loro famiglie. Le loro condizioni di vita furono - se possibile - ancora peggiori di quelle riservate alla popolazione ebraica. 
Come gli adulti e più degli adulti, i bambini soffrirono le terribili condizioni di vita del ghetto. Centinaia di loro moriranno di fame, freddo e malattia. Il peggio tuttavia doveva ancora venire. Agli inizi del 1942 cominciarono le deportazioni verso il campo di sterminio di Chelmo, dove una volta giunti a destinazione i deportati erano uccisi con esalazioni di monossido di carbonio all'interno di speciali autocarri. I primi ad essere liquidati furono i rom, inclusi tutti i bambini. Si succedettero quindi vari trasporti che interessarono un totale di oltre 55.000 persone giudicate improduttive, tra cui numerose famiglie con bambini. Entro l'estate non era più un mistero nel ghetto la sorte di morte che attendeva tutti i deportati.
Nel giugno 1942 transitarono per il ghetto di Łódź anche i 105 bambini del villaggio di Lidice in Cecoslovacchia, raso al suolo come rappresaglia per l'uccisione del governatore nazista Reinhard Heydrich ad opera della resistenza. 23 di questi bambini furono selezionati per essere dati in adozione a famiglie "ariane" tedesche nell'ambito del Progetto Lebensborn. I rimanenti 82 furono deportati e assassinati nel campo di sterminio di Chełmno.
Una scarna nota nelle cronache del ghetto redatte clandestinamente dalle autorità ebraiche del ghetto segnala in data 31 luglio 1942 "la cessazione delle ultime vestigia dell'insegnamento ... la sospensione di tutte le lezioni, i discorsi e le conferenze ancora tenute nella sala di incontro per i giovani ... la fine di ogni programma di educazione nel ghetto",

### Il sacrificio dei bambini
Il destino dei bambini del ghetto si pose prepotentemente all'attenzione generale quando nel settembre 1942 i nazisti richiesero alle autorità ebraiche di autogoverno del ghetto di selezionare altre 15.000 persone da inviare alla morte. Si scatenò un acceso dibattito per decidere chi sarebbe dovuto partire. Il Judenälteste, presidente del Judenrat, Mordechai Chaim Rumkowski, dopo aver esaminato le diverse opzioni, rimase sempre più convinto che l'unica speranza di sopravvivenza fosse il mantenere un'elevata produttività per il Reich e di conseguenza, il 4 settembre 1942, indirizzò il seguente discorso agli abitanti del ghetto:
"Un atroce colpo si è abbattuto sul ghetto. Ci viene chiesto di consegnare quello che di più prezioso possediamo - gli anziani ed i bambini. Sono stato giudicato indegno di avere un figlio mio e per questo ho dedicato i migliori anni della mia vita ai bambini. Ho vissuto e respirato con i bambini e mai avrei immaginato che sarei stato obbligato a compiere questo sacrificio portandoli all'altare con le mie stesse mani. Nella mia vecchiaia, stendo le mie mani ed imploro: Fratelli e sorelle! Passatemeli! Padri e madri! Datemi i vostri figli!"
In seguito a questa decisione pressoché tutti i 6.000 bambini di età inferiore ai 10 anni ancora presenti nel ghetto furono consegnati alle autorità naziste per la deportazione e uccisione nel Campo di sterminio di Chełmno, assieme agli anziani di età superiore ai 65 anni. Il ghetto venne trasformato in un immenso campo di lavoro dove la sopravvivenza degli 80.000 superstiti dipendeva esclusivamente dalla capacità lavorativa. Tutti i bambini di età superiore ai 10 anni furono impiegati al pari degli adulti nel lavoro coatto, anche 10-12 ore al giorno. Le misure adottate sembrarono aver sortito l'effetto sperato. Il tasso di mortalità nel ghetto rimase molto elevato, a causa della fame e delle malattie, ma le deportazioni temporaneamente cessarono.
Nel dicembre 1942 una speciale sezione all'interno del ghetto fu riservata a circa 1.600 detenuti nel campo di concentramento per bambini polacchi di Łódź (il cosiddetto Kinder-KZ Litzmannstadt o campo di via Przemysłowa) che raccolse bambini polacchi non-ebrei, tra gli 8 e i 16 anni, orfani o i cui genitori erano in prigione, oppure abbandonati, o arrestati per piccoli crimini. Anche se il campo non era finalizzato allo sterminio, le condizioni di vita erano durissime. I giovani detenuti lavoravano dalla mattina alla sera, proprio come facevano i loro coetanei nel ghetto. I bambini cucivano vestiti, costruivano scarpe di paglia, ripulivano gli zaini e raddrizzavano gli aghi. Le ragazze lavoravano nella lavanderia, nella cucina, nell'officina del sarto e nel giardino. Avevano anche gli stessi insegnanti: gli artigiani ebrei, scortati lì dalle autorità naziste. Almeno 136 di quei bambini morirono di stenti e malattie.

### La vita dei bambini nel ghetto
La vita dei bambini nel ghetto di Łódź è ampiamente documentata nelle cronache redatte giorno per giorno dal 12 gennaio 1941 al 30 luglio 1944 a cura del Consiglio ebraico del Ghetto, Sono poi rimasti alcuni diari scritti da bambini a illustrare in prima persona le loro esperienze, testi come Il Diario di Dawid Sierakowiak o quelli di Abram Cytryn o Rywka Lipszyc. Vi sono poi le tante fotografie scattate clandestinamente dai fotografi Henryk Ross e Mendel Grossman. A ciò si aggiungono infine le memorie dei pochi bambini sopravvissuti raccolte o pubblicate dopo la guerra (Sara Zyskind, Ruth Minsky Sender, Syvia Perlmutter Rozines). 
Questi documenti offrono un ritratto vivido e dettagliato dell'esperienza dei bambini all'interno del ghetto di Łódź e sono considerati tra le testimonianze più significative dell'Olocausto.

### La liquidazione del ghetto
Nell'estate del 1944, con l'avvicinarsi delle truppe sovietiche di liberazione, svanì anche ogni illusione di sopravvivenza. Ripresero i trasporti per Chelmno e quindi dall'agosto per Auschwitz, che interessarono la quasi totalità degli ultimi 72.000 residenti del ghetto. Per i bambini deportati non vi fu scampo, soltanto alcuni tra i più grandi e robusti poterono avere una qualche speranza di superare la selezione ad Auschwitz; per i più si trattò comunque solo di un breve supplemento di vita.
Quando l'Armata Rossa giunse a Łódź il 19 gennaio 1945, vi trovò vivi soltanto 877 ebrei, tra cui 12 bambini, oltre a circa 900 bambini polacchi detenuti nel campo di prigionia, l'unico a non essere stato liquidato. Pochissimi furono gli adolescenti provenienti dal ghetto di Łódź che sopravvissero nei campi di sterminio. Degli oltre 20.000 bambini ebrei del ghetto di Łódź non erano rimaste che poche decine.

## Superstiti e testimoni

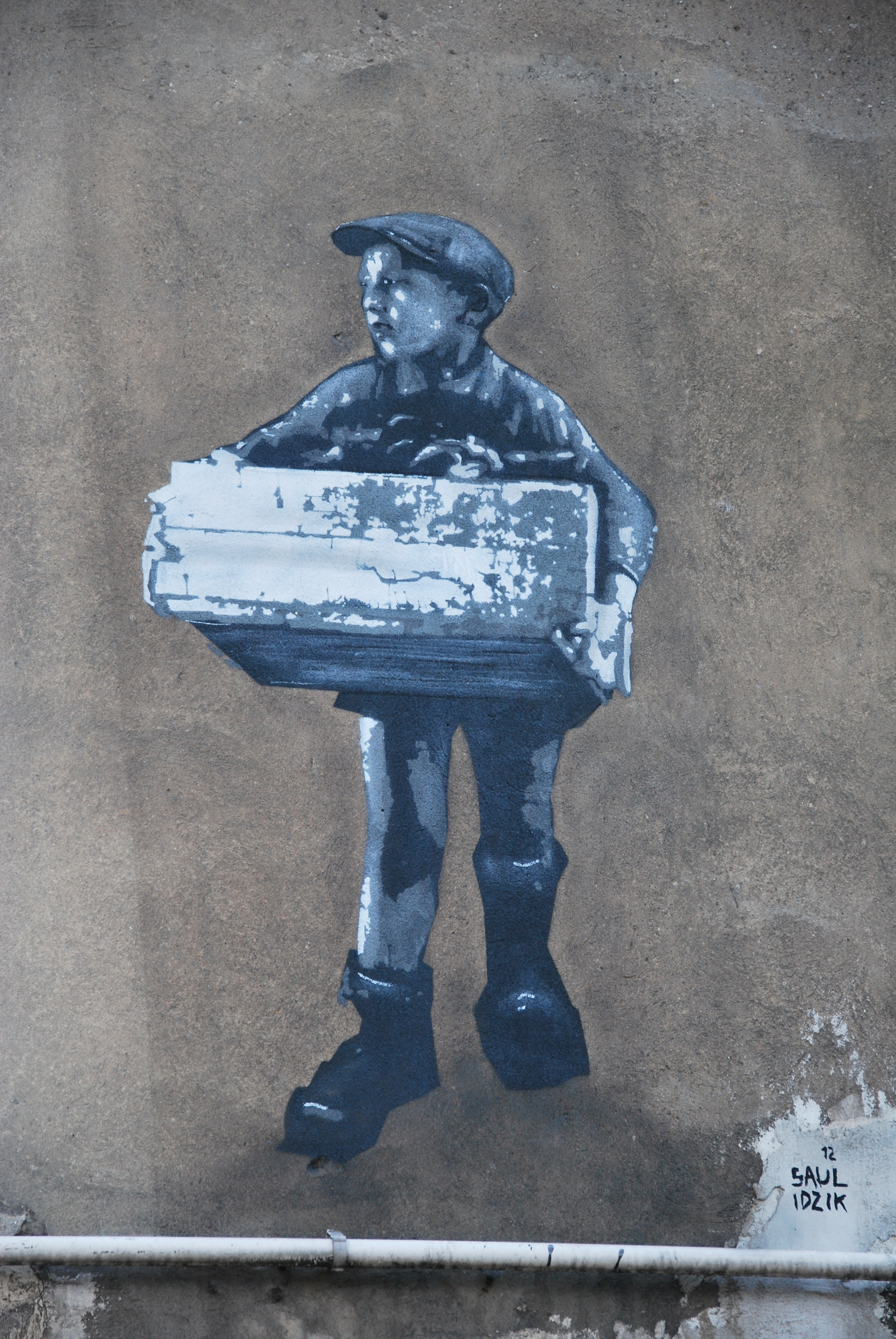
Uno dei murales che oggi ricordano i bambini del ghetto

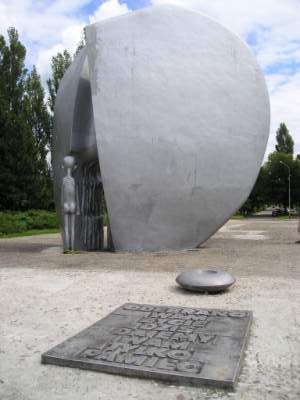
Monumento del 1971 in memoria dei bambini polacchi del campo di via Przemysłowa

La quasi totalità dei bambini del ghetto di Łódź perirono di stenti o malattie o assassinati nelle camere a gas a Chelmno ed Auschwitz. Solo pochi di loro sopravvissero nascondendosi in loco o perché selezionati per il lavoro coatto, attraverso le durissime condizioni dei campi di concentramento. Alcuni di essi hanno raccontato le loro esperienze in diari o in libri di memorie redatti dopo la guerra.

### Vittime
- Dawid Sierakowiak (1924-1943), autore di un diario dal ghetto, muore di tubercolosi.
- Abram Cytryn (1927-1944), giovane scrittore e poeta, autore di un diario dal ghetto. Deportato nel 1944, muore a Auschwitz.
- Rywka Lipszyc (1929-1945), autrice di un diario dal ghetto tra l'ottobre 1943 e l'aprile 1944. Deportata a Auschwitz e altri campi, è ancora viva a Berger-Belsen alla liberazione. Morì poco dopo in ospedale.
- Abraham Koplowicz (1930-1944), autore di un quaderno di poesie. Deportato nel 1944, muore ad Auschwitz.

### Superstiti
- Ben Abraham (1924-2015), deportato in vari campi. Dopo la guerra emigra in Israele e quindi nel 1955 in Brasile.

- Ruth Minsky Sender (n.1926), deportata in vari campi

- Chaim Benzion Cale (Aleksander Laks; 1927), deportato a Auschwitz e Flossenbürg.
- Yosel Coller (n.1927), deportato a Fuerstengrube.
- Jutta Szmirgeld (Jutta Bergman; n.1927), deportata ad Auschwitz nell'agosto 1944 e da lì a Bergen-Belsen e altri campi.
- Sara Zyskind (Sara Rachela Plagier; 1927-1995), deportata ad Auschwitz nell'agosto 1944 e da lì in altri campi.

- Tova Ben Zvi (Guta Szczekacz; n.1928), deportata ad Auschwitz e quindi a Bergen-Belsen. Emigra orfana in Israele. Cantante folk.
- Jacob Goldstein (n.1928), deportato in vari campi.
- Maria Orlicka (n.1928) - E' tra i bambini polacchi che furono imprigionati nel campo di concentramento per bambini polacchi di Łódź. Arrestata a 14 anni con l'accusa di aver partecipato al mercato nero, fu inviata ad Auschwitz e di qui a Lodz, dove rimase due anni fino al 9 novembre 1944.
- Henry Oster (1928-2019), deportato ad Auschwitz nel 1943 e da lì in altri campi, liberato a Buchenwald.
- Jack Tramiel (Idek Trzmiel; 1928-2012)
- Israel Unikowski (n.1928), deportato ad Auschwitz e da lì in altri campi, liberato a Buchenwald.
- Binem Wrzonski (n.1928), deportato a Buchenwald, fino alla liberazione.

- Arie Aksztajn (n.1929), deportato ad Auschwitz. Emigra in Israele.
- Armand Bulwa (n.1929), deportato in vari campi, liberato a Buchenwald.
- Elie Buzyn (n.1929), deportato in vari campi, liberato a Buchenwald.
- George Goldbloom (1929-2005), deportato in vari campi, liberato a Buchenwald.
- Manny Langer (n.1929), deportato ad Auschwitz e da lì in altri campi.
- Benjamin Bornstein (n.1930), deportato ad Auschwitz e da lì in altri campi.
- Peter Rossler (n.1930), giunge a Lodz con la famiglia da Praga. E' deportato ad Auschwitz nell'agosto 1944 e da lì in altri campi. Sopravvive con il fratello, Honza. Emigra in Australia.
- Szymon Srebrnik (1930-2006), deportato al Campo di sterminio di Chełmno, ne fu uno dei soli tre sopravvissuti.

- Josef Buchmann (n.1931), deportato ad Auschwitz, liberato a Bergen-Belsen.

- Sylvia Rozines (Sylvia Perlmutter; n.1935), una dei 12 bambini sopravvissuti nascosti in loco nel ghetto. Autrice di un libro di memorie: Yellow Star (2006).

- Jurek Becker (1937-1997), deportato in vari campi.
- Mordechai Glasman (n.1937), uno dei 12 bambini sopravvissuti nascosti in loco nel ghetto.
- David Perlmutter (n.1937). Deportato al campo di concentramento di Buchenwald nel novembre 1944 vi sopravvisse fino alla Liberazione.
- Lala Lubelska (n.1926-2006). Deportata a Flossenberg, incontra un soldato italiano che l'aiuta e diventa suo marito nel 1947.

## La memoria
I bambini ebrei del ghetto sono oggi ricordati da alcuni murales posti sulle facciate dei pochi edifici del ghetto ancor esistenti e che riproducono immagini di bambini prese da fotografie dell'epoca. Un monumento e varie lapidi sono stati posti anche in memoria dei bambini polacchi che passarono per il campo di concentramento loro riservato.